# Flamur Kastrati
Flamur Kastrati (Oslo, 14 novembre 1991) è un ex calciatore norvegese naturalizzato kosovaro, di ruolo attaccante.

## Biografia
Nato e cresciuto in Norvegia ma è di origini kosovare-albanesi.

## Carriera

### Club
Kastrati ha giocato nelle giovanili del Grei e successivamente nello Skeid. Con quest'ultimo club ha giocato 20 partite, con 6 reti all'attivo. Il 29 gennaio 2009 è stato ufficializzato il suo passaggio al Twente. Non ha collezionato alcuna presenza ufficiale con il club olandese, pur andando in panchina nel corso di una gara in Eredivisie. Il 3 gennaio 2011 è stato ceduto in prestito all'Osnabrück. Ha debuttato il 16 gennaio, nella sconfitta per 4-1 della sua squadra contro il Duisburg e Kastrati ha realizzato la rete della bandiera per la sua squadra.
Il 1º agosto 2013 ha lasciato l'Erzgebirge Aue per lo Strømsgodset, a cui si è legato con un contratto di tre anni e mezzo. Il 17 agosto 2016 è passato all'Aalesund, a cui si è legato con un contratto valido fino al termine della stagione. Ha esordito in squadra il 21 agosto, schierato titolare nella sconfitta per 3-0 arrivata sul campo dello Stabæk. Ha totalizzato 3 presenze in questa porzione di stagione con l'Aalesund, in cui è stato per lungo tempo infortunato.
Il 13 dicembre 2016, il Sandefjord ha reso noto d'aver ingaggiato Kastrati, che si è legato al nuovo club con un contratto valido a partire dal 1º gennaio 2017.
Il 15 agosto 2018 è passato a titolo definitivo al Kristiansund BK.
Nell'ottobre 2020 durante Vålerenga-Kristiansund BK ha rivolto un insulto di stampo omofobo nei confronti dell'allenatore Dag-Eilev Fagermo. Dopo l'episodio si è scusato pubblicamente ed il proprio club lo ha multato.
Il 10 agosto 2021, l'Odd ha reso noto d'aver ingaggiato Kastrati, che ha firmato un contratto fino al 31 dicembre 2023, valido dal successivo 1º settembre. Il 13 agosto, le parti hanno raggiunto un accordo per anticipare il trasferimento, con Kastrati che si è legato immediatamente al nuovo club.
Si è ritirato dal calcio professionistico al termine della stagione 2022.

### Nazionale
Kastrati ha debuttato per la Norvegia under 21 il 17 novembre 2010, giocando da titolare nella sfida contro la Grecia. La sua partita si è conclusa , però, a metà primo tempo: è stato infatti sostituito da Anders Ågnes Konradsen a causa di un infortunio. Il 7 maggio 2013 è stato incluso nella lista provvisoria consegnata all'UEFA dal commissario tecnico Tor Ole Skullerud in vista del campionato europeo Under-21 2013. Il 22 maggio, il suo nome è comparso tra i 23 calciatori scelti per la manifestazione. La selezione norvegese ha superato la fase a gironi, per poi venire eliminata dalla Spagna in semifinale. In base al regolamento, la Norvegia ha ricevuto la medaglia di bronzo in ex aequo con l'Olanda, altra semifinalista battuta.
Il 18 febbraio 2014 è stato convocato dal Kosovo per la partita amichevole contro Haiti. Precedentemente, infatti, il giocatore aveva manifestato la volontà di rappresentare questa selezione. Nel gennaio dello stesso anno, la FIFA aveva concesso al Kosovo il permesso di giocare partite amichevoli contro altre Nazionali affiliate, purché esse non provenissero dalla zona dell'ex Jugoslavia. Il carattere amichevole degli incontri non precludeva quindi la possibilità di giocare per un'altra Nazionale per ogni calciatore coinvolto. La gara del 5 marzo 2014 è terminata 0-0.
Il 29 maggio 2016, il commissario tecnico del Kosovo Albert Bunjaku ha diramato le convocazioni per la prima partita riconosciuta da UEFA e FIFA della selezione balcanica, un'amichevole contro le Fær Øer: Rashani è stato incluso all'interno di questo elenco. Il 3 giugno successivo, il giocatore ha effettuato il proprio esordio, subentrando ad Albert Bunjaku e contribuendo alla vittoria per 2-0 della Nazionale kosovara.

## Statistiche

### Presenze e reti nei club
Statistiche aggiornate al 23 gennaio 2023.
| Stagione               | Club                   | Campionato             | Campionato | Campionato | Coppe nazionali | Coppe nazionali | Coppe nazionali | Coppe continentali | Coppe continentali | Coppe continentali | Supercoppe | Supercoppe | Supercoppe | Totale | Totale |
| Stagione               | Club                   | Comp                   | Pres       | Reti       | Comp            | Pres            | Reti            | Comp               | Pres               | Reti               | Comp       | Pres       | Reti       | Pres   | Reti   |
| ---------------------- | ---------------------- | ---------------------- | ---------- | ---------- | --------------- | --------------- | --------------- | ------------------ | ------------------ | ------------------ | ---------- | ---------- | ---------- | ------ | ------ |
| 2008                   | Skeid                  | 2D                     | 21         | 6          | CN              | ?               | ?               | -                  | -                  | -                  | -          | -          | -          | 21+    | 6+     |
| gen.-giu. 2009         | Twente                 | ED                     | 0          | 0          | CO              | 0               | 0               | -                  | -                  | -                  | -          | -          | -          | 0      | 0      |
| 2009-2010              | Twente                 | ED                     | 0          | 0          | CO              | 0               | 0               | -                  | -                  | -                  | -          | -          | -          | 0      | 0      |
| 2010-gen. 2011         | Twente                 | ED                     | 0          | 0          | CO              | 0               | 0               | -                  | -                  | -                  | -          | -          | -          | 0      | 0      |
| Totale Twente          | Totale Twente          | Totale Twente          | 0          | 0          |                 | 0               | 0               |                    |                    |                    |            |            |            | 0      | 0      |
| gen.-giu. 2011         | Osnabrück              | 2L                     | 16+2       | 4+0        | CG              | -               | -               | -                  | -                  | -                  | -          | -          | -          | 18     | 4      |
| 2011-2012              | Duisburg               | 2L                     | 18         | 0          | CG              | 2               | 0               | -                  | -                  | -                  | -          | -          | -          | 20     | 0      |
| 2012-gen. 2013         | Duisburg               | 2L                     | 3          | 0          | CG              | 1               | 0               | -                  | -                  | -                  | -          | -          | -          | 4      | 0      |
| Totale Duisburg        | Totale Duisburg        | Totale Duisburg        | 21         | 0          |                 | 3               | 0               |                    |                    |                    |            |            |            | 24     | 0      |
| gen.-giu. 2013         | Erzgebirge Aue         | 2L                     | 10         | 0          | CG              | -               | -               | -                  | -                  | -                  | -          | -          | -          | 10     | 0      |
| lug.-ago. 2013         | Erzgebirge Aue         | 2L                     | 0          | 0          | CG              | 0               | 0               | -                  | -                  | -                  | -          | -          | -          | 0      | 0      |
| Totale Erzgebirge Aue  | Totale Erzgebirge Aue  | Totale Erzgebirge Aue  | 10         | 0          |                 | 0               | 0               |                    |                    |                    |            |            |            | 10     | 0      |
| ago.-dic. 2013         | Strømsgodset           | ES                     | 11         | 1          | CN              | -               | -               | UEL                | -                  | -                  | -          | -          | -          | 11     | 1      |
| 2014                   | Strømsgodset           | ES                     | 18         | 2          | CN              | 1               | 0               | UCL                | 2                  | 0                  | -          | -          | -          | 21     | 2      |
| 2015                   | Strømsgodset           | ES                     | 21         | 2          | CN              | 2               | 0               | UEL                | 6                  | 0                  | -          | -          | -          | 29     | 2      |
| gen.-ago. 2016         | Strømsgodset           | ES                     | 11         | 3          | CN              | 3               | 0               | UEL                | 2                  | 0                  | -          | -          | -          | 16     | 3      |
| Totale Strømsgodset    | Totale Strømsgodset    | Totale Strømsgodset    | 61         | 8          |                 | 6               | 0               |                    | 10                 | 0                  |            |            |            | 77     | 8      |
| ago.-dic. 2016         | Aalesund               | ES                     | 3          | 0          | CN              | -               | -               | -                  | -                  | -                  | -          | -          | -          | 3      | 0      |
| 2017                   | Sandefjord             | ES                     | 26         | 10         | CN              | 1               | 0               | -                  | -                  | -                  | -          | -          | -          | 27     | 10     |
| gen.-ago. 2018         | Sandefjord             | ES                     | 16         | 4          | CN              | 2               | 2               | -                  | -                  | -                  | -          | -          | -          | 18     | 6      |
| Totale Sandefjord      | Totale Sandefjord      | Totale Sandefjord      | 42         | 14         |                 | 3               | 2               |                    | -                  | -                  |            | -          | -          | 45     | 16     |
| ago.-dic. 2018         | Kristiansund BK        | ES                     | 8          | 4          | CN              | -               | -               | -                  | -                  | -                  | -          | -          | -          | 8      | 4      |
| 2019                   | Kristiansund BK        | ES                     | 19         | 4          | CN              | 2               | 1               | -                  | -                  | -                  | -          | -          | -          | 21     | 5      |
| 2020                   | Kristiansund BK        | ES                     | 23         | 0          | -               | -               | -               | -                  | -                  | -                  | -          | -          | -          | 23     | 0      |
| gen.-ago. 2021         | Kristiansund BK        | ES                     | 9          | 0          | CN              | 0               | 0               | -                  | -                  | -                  | -          | -          | -          | 9      | 0      |
| Totale Kristiansund BK | Totale Kristiansund BK | Totale Kristiansund BK | 59         | 8          |                 | 2               | 1               |                    | -                  | -                  |            | -          | -          | 61     | 9      |
| ago.-dic. 2021         | Odd                    | ES                     | 13         | 0          | CN              | 1               | 0               | -                  | -                  | -                  | -          | -          | -          | 14     | 0      |
| 2022                   | Odd                    | ES                     | 6          | 0          | CN              | 1               | 1               | -                  | -                  | -                  | -          | -          | -          | 7      | 1      |
| Totale Odd             | Totale Odd             | Totale Odd             | 19         | 0          |                 | 2               | 1               |                    | -                  | -                  |            | -          | -          | 21     | 1      |
| Totale carriera        | Totale carriera        | Totale carriera        | 236+2      | 36+0       |                 | 14+             | 2+              |                    | 10                 | 0                  |            | -          | -          | 262+   | 38+    |

### Cronologia presenze e reti in Nazionale
| Cronologia completa delle presenze e delle reti in nazionale ― Kosovo | Cronologia completa delle presenze e delle reti in nazionale ― Kosovo | Cronologia completa delle presenze e delle reti in nazionale ― Kosovo | Cronologia completa delle presenze e delle reti in nazionale ― Kosovo | Cronologia completa delle presenze e delle reti in nazionale ― Kosovo | Cronologia completa delle presenze e delle reti in nazionale ― Kosovo | Cronologia completa delle presenze e delle reti in nazionale ― Kosovo | Cronologia completa delle presenze e delle reti in nazionale ― Kosovo |
| Data                                                                  | Città                                                                 | In casa                                                               | Risultato                                                             | Ospiti                                                                | Competizione                                                          | Reti                                                                  | Note                                                                  |
| --------------------------------------------------------------------- | --------------------------------------------------------------------- | --------------------------------------------------------------------- | --------------------------------------------------------------------- | --------------------------------------------------------------------- | --------------------------------------------------------------------- | --------------------------------------------------------------------- | --------------------------------------------------------------------- |
| 3-6-2016                                                              | Francoforte                                                           | Fær Øer                                                               | 0 – 2                                                                 | Kosovo                                                                | Amichevole                                                            | -                                                                     | 85’                                                                   |
| 6-10-2017                                                             | Scutari                                                               | Kosovo                                                                | 0 – 2                                                                 | Ucraina                                                               | Qual. Mondiali 2018                                                   | -                                                                     | 83’                                                                   |
| 11-10-2018                                                            | Pristina                                                              | Kosovo                                                                | 3 – 1                                                                 | Malta                                                                 | UEFA Nations League 2018-2019 - 1º turno                              | -                                                                     | 83’ 90+4’                                                             |
| 12-1-2020                                                             | Doha                                                                  | Kosovo                                                                | 0 – 1                                                                 | Svezia                                                                | Amichevole                                                            | -                                                                     | 46’                                                                   |
| Totale                                                                |                                                                       | Presenze                                                              | 4                                                                     |                                                                       | Reti                                                                  | 0                                                                     |                                                                       |

## Palmarès

### Club

#### Competizioni nazionali
- Campionato norvegese: 1

Strømsgodset: 2013